# Pheidole vallicola
Pheidole vallicola är en myrart som beskrevs av Wheeler 1915. Pheidole vallicola ingår i släktet Pheidole och familjen myror. Inga underarter finns listade i Catalogue of Life.

## Bildgalleri

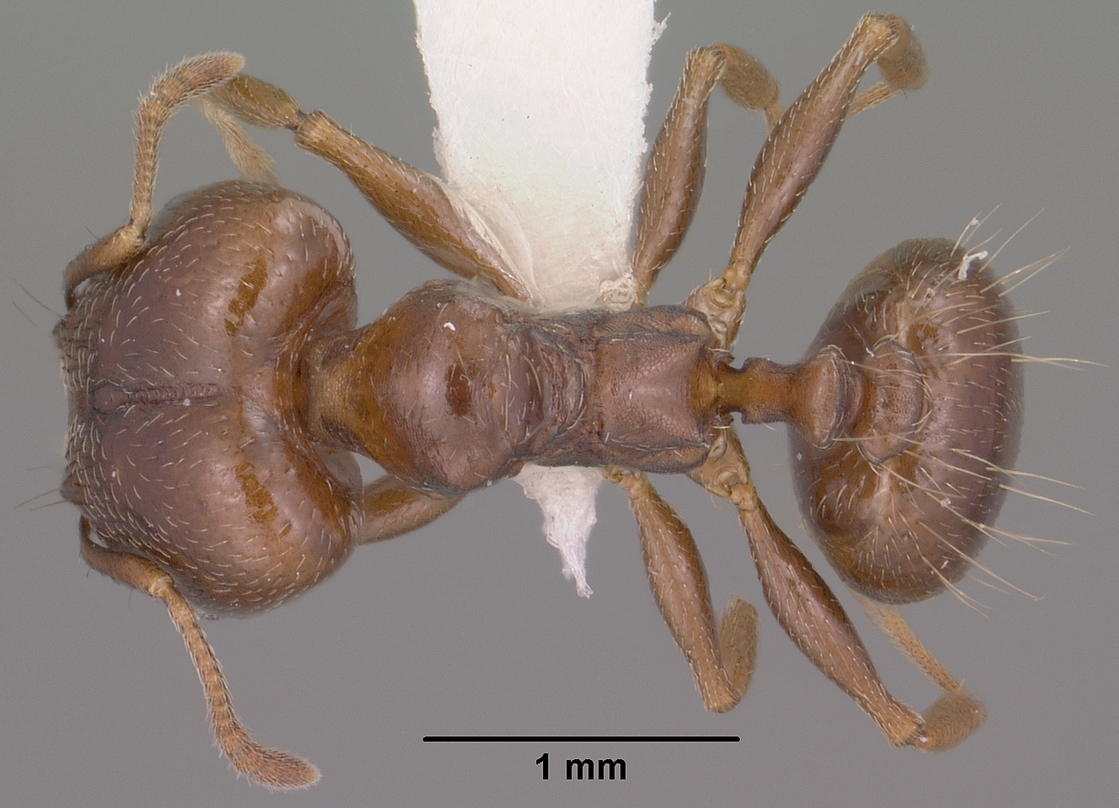
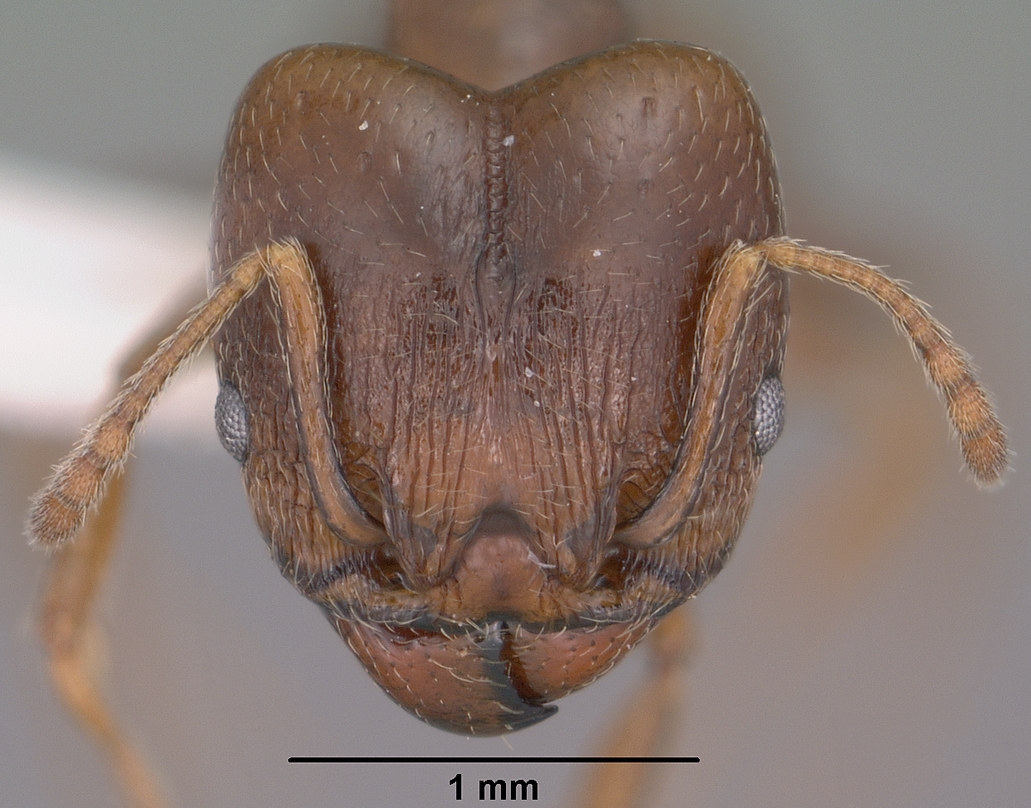
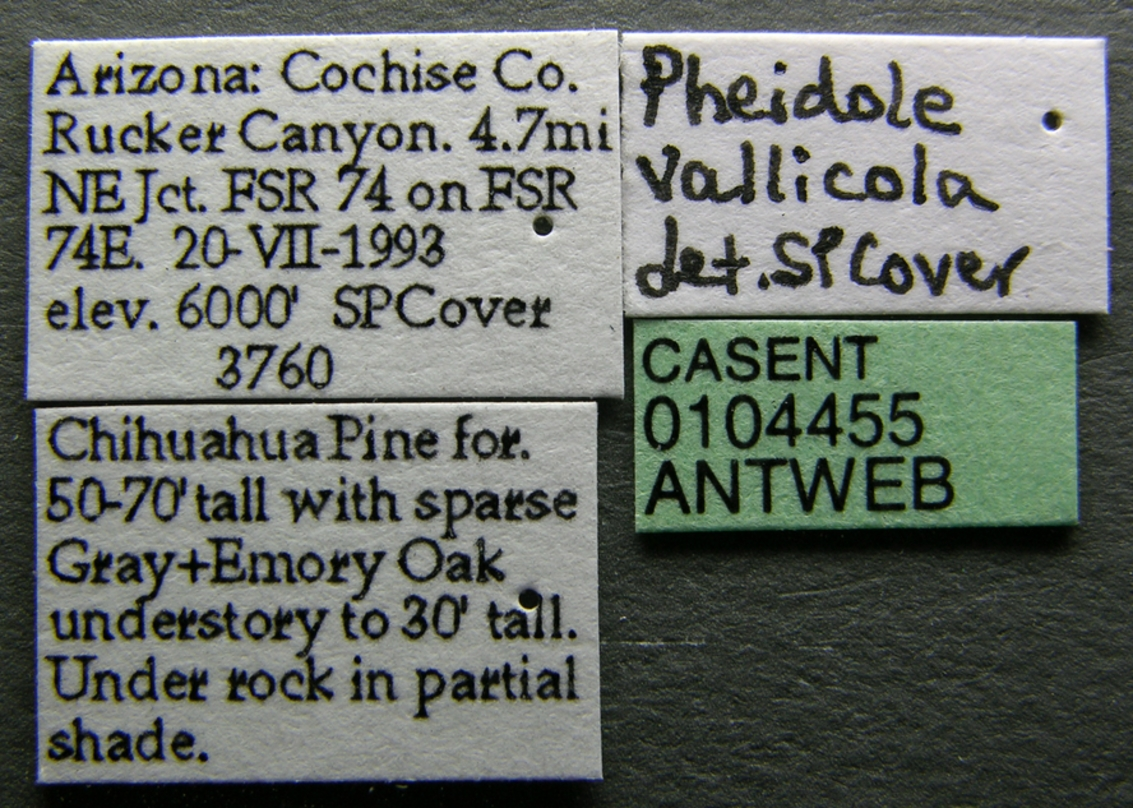
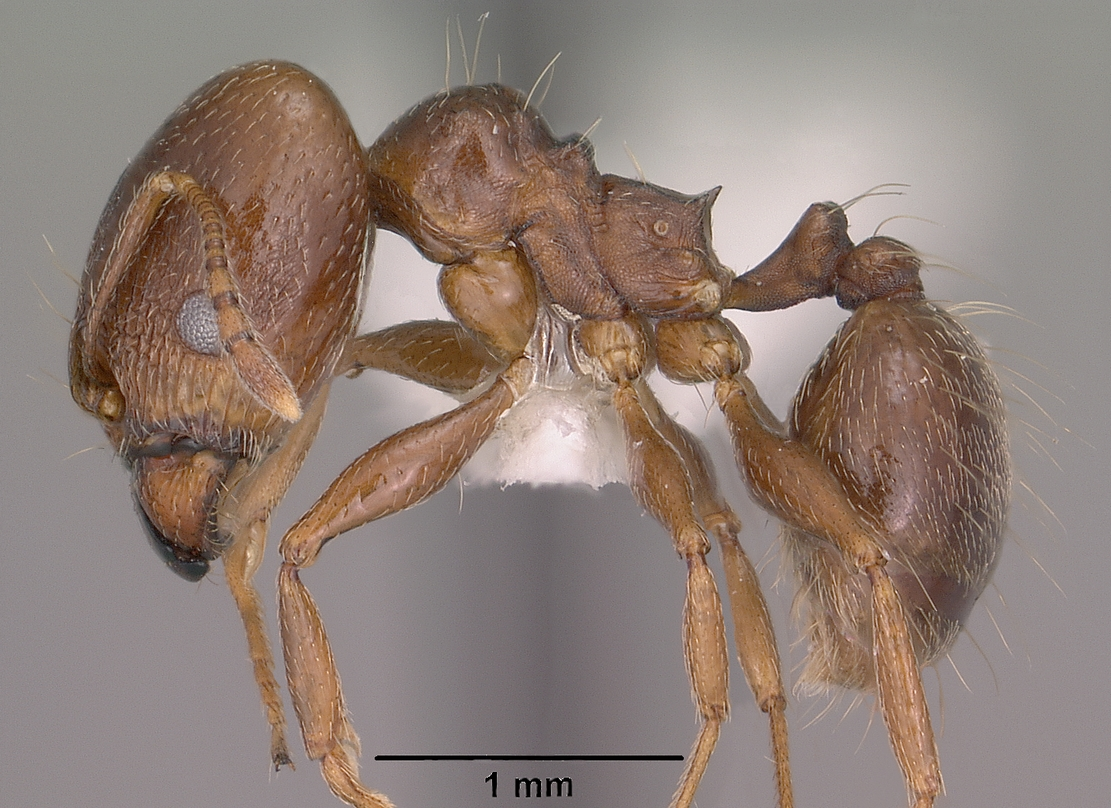
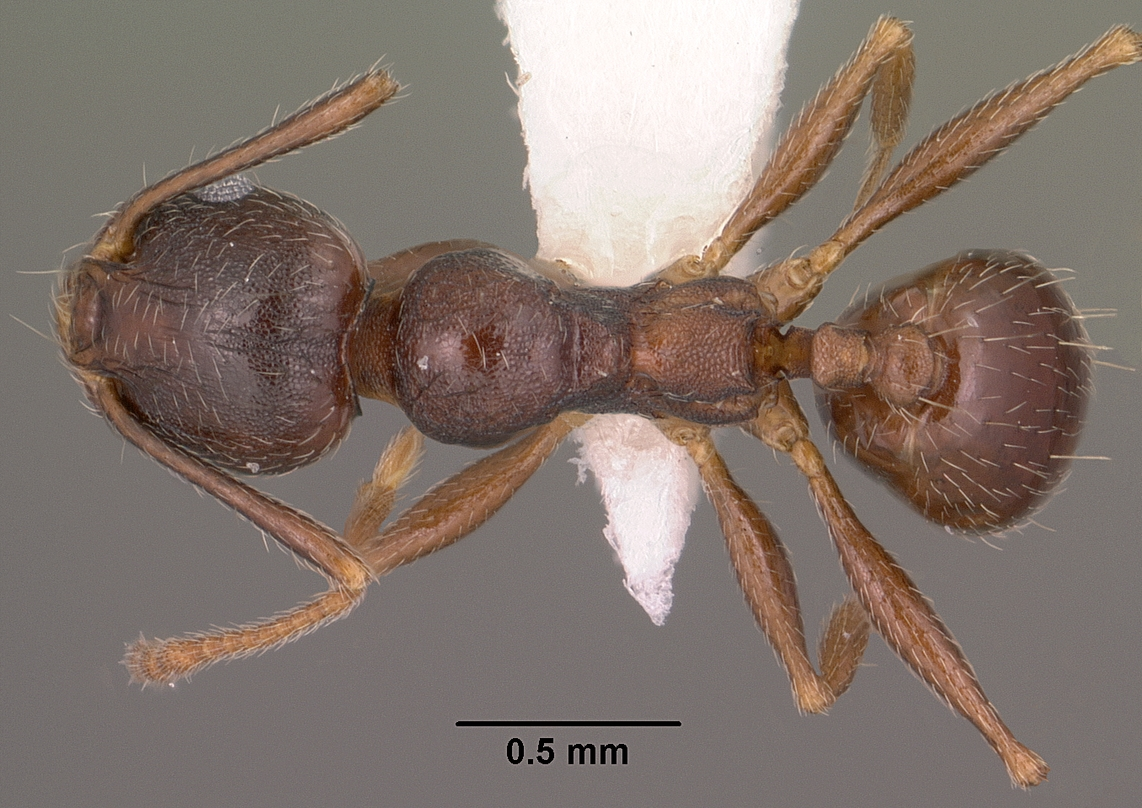
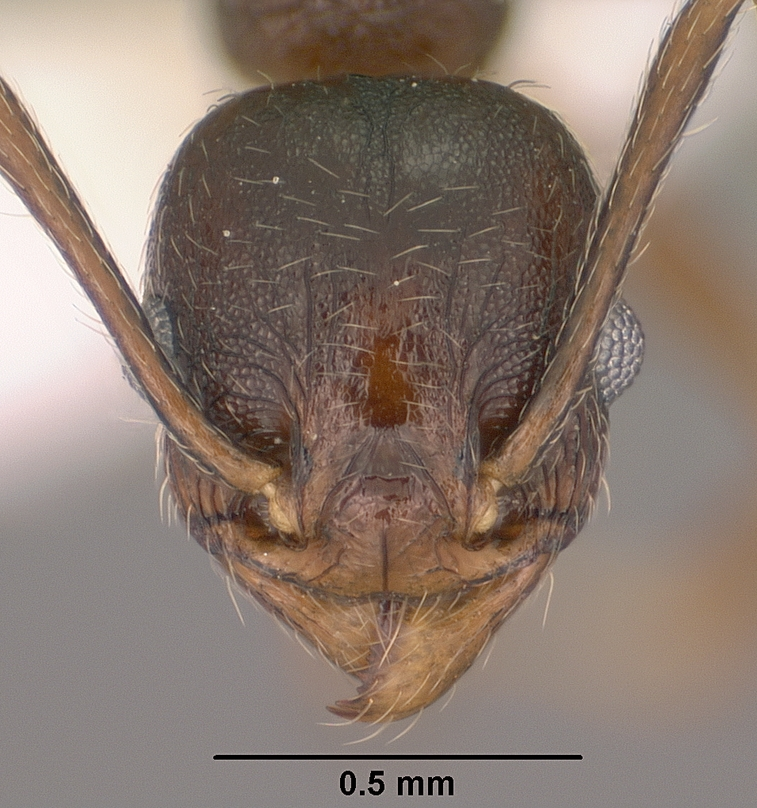